# Carl Tappe

Stadtbaurat Carl Tappe 1876

Carl Tappe (* 31. Juli 1816 in Schöppenstedt; † 8. Mai 1885 in Braunschweig; vollständiger Name: Heinrich Carl Friedrich August Tappe) war ein deutscher Architekt und Baubeamter.

## Leben
Carl Tappe wurde am 31. Juli 1816 als Sohn des Kreisrichters Karl Friedrich August Tappe und dessen Ehefrau Friederike Christiane Meyer in Schöppenstedt geboren. Nach dem frühen Tod seiner Eltern (er verlor seinen Vater mit 4 Jahren, seine Mutter mit 14 Jahren) übernahm der Oberappelationsgerichtsprocurator Christoph Ludwig Leiste aus Wolfenbüttel (Vater von Bertha Leiste, der Frau von Wilhelm Raabe) die Vormundschaft für Carl und seine drei Geschwister.
Nach dem Studium der Architektur in Braunschweig und München kehrte er in die Heimat zurück und arbeitete ab 1837 in Wolfenbüttel und später in Gandersheim als „Bauaspirant“ bei der Herzoglichen Baudirektion. 1847 wurde er Bauconducteur im Landesbaukreis Gandersheim. Dort führte er Restaurierungsarbeiten an der Stiftskirche durch und erbaute den Bahnhof. Im Jahre 1855 wurde er Stadtbaumeister in Braunschweig, 1875 erfolgte die Ernennung zum Stadtbaurat. Am Collegium Carolinum lehrte Tappe „Schöne Baukunst“, wo unter anderem der spätere Stadtbaurat Ludwig Winter sein Schüler war. Tappe trat 1879 in den Ruhestand und starb am 8. Mai 1885 ehe- und kinderlos in Braunschweig an einem Blasenleiden. 

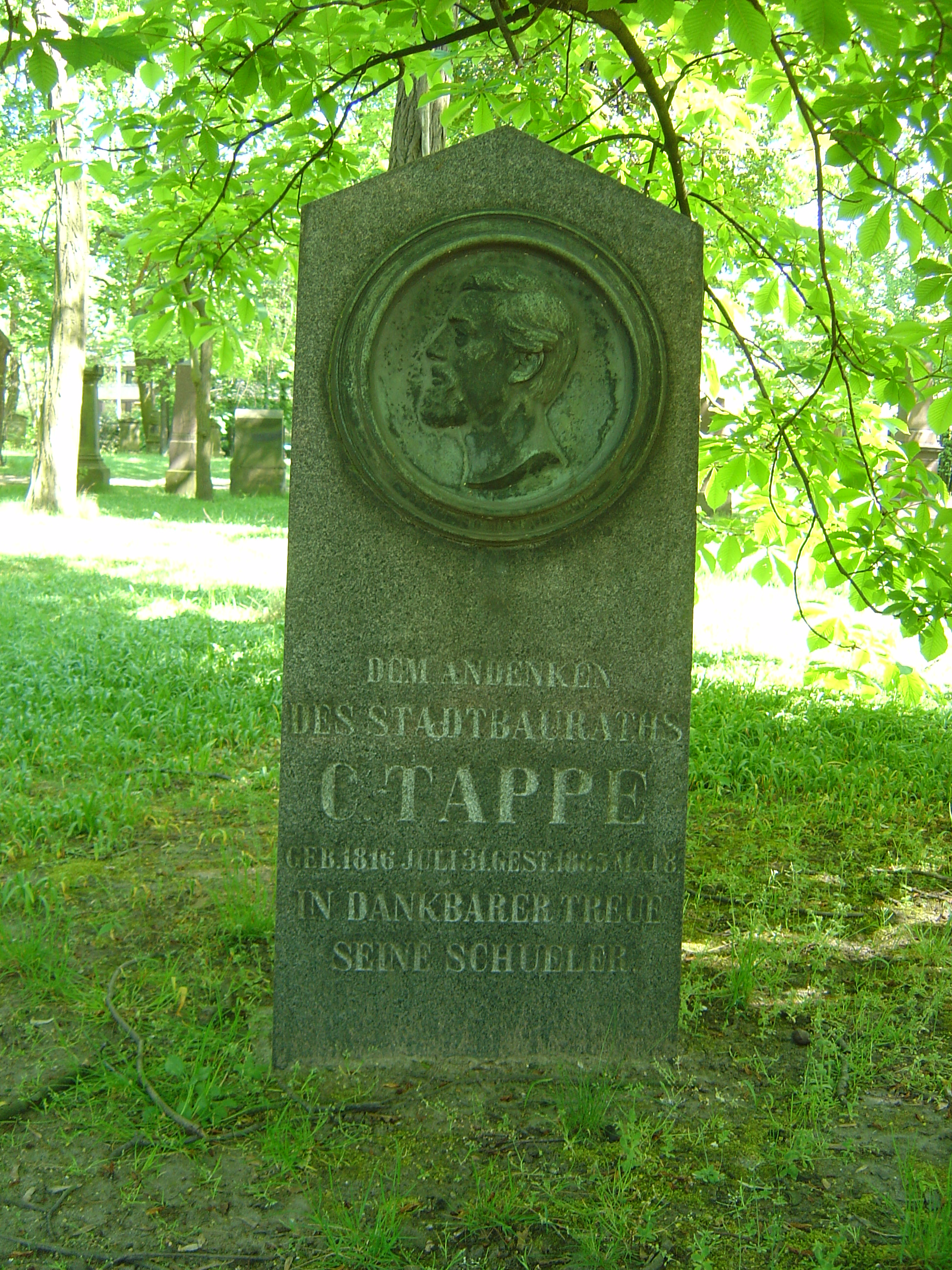
Tappes Grab auf dem Magni-Friedhof in Braunschweig

Er wurde auf dem dortigen Magnifriedhof beigesetzt. 1886 wurde ihm zu Ehren durch seine Schüler ein Gedenkstein mit einem vom Braunschweiger Hofbildhauer Theodor Julius Heinrich Strümpell geschaffenen Reliefportrait an seinem Grab errichtet.

## Werk
Tappe war mitverantwortlich für die 1863 geschaffene erste Braunschweiger Bauordnung, die durch die zunehmende Industrialisierung und Bautätigkeit als städtisches Überwachungs- und Regulierungsinstrument erforderlich geworden war. Im Jahre 1870 gestaltete er einen Ortsbauplan der Stadt, dem 1878 ein Erweiterungsplan folgte. Dieser wurde jedoch nicht umgesetzt.

### Neubauten und Restaurierungen
Zu den von Tappe geschaffenen Neubauten zählt u. a. das 1864 fertiggestellte städtische Wasserwerk. Daneben schuf er mehrere Schulbauten, so die 1867 eingeweihte Höhere Töchterschule Kleine Burg, die Schulen Georg-Eckert-Straße von 1871, Echternstraße 1874, Ottmerstraße 1876 und Sidonienstraße 1877. Er restaurierte 1862 die Liberei und in den Jahren 1861 bis 1865 die Brüdernkirche.